# L'osteria volante
(G. K. Chesterton, L'osteria volante, Capitolo V - Lo stupore dell'agente)
L'osteria volante (The Flying Inn) è un romanzo di G. K. Chesterton, pubblicato per la prima volta nel 1914. La vicenda è ambientata in un'Inghilterra futura dove un'alleanza tra l'islam e i grandi poteri economici porta all'introduzione di norme ispirate alla legge coranica, che, tra le altre cose, mettono fuori legge gli alcolici.

## Sinossi
Humphrey Pump, oste inglese, è costretto a chiudere la sua attività dalle nuove leggi restrittive sulla vendita degli alcolici. Formato un sodalizio con l'erculeo capitano irlandese Patrick Dalroy, i due iniziano i loro viaggi portandosi dietro solo una botte di rum, una forma di cacio e l'insegna della taverna, «La vecchia nave». I due vagano piantando l'insegna e distribuendo alcolici sotto di essa; sfruttando ambiguità della legge, riescono sempre a sfuggire all'arresto e alle trame ordite da Lord Ivywood, parlamentare sostenitore del proibizionismo degli alcolici invocato dall'ideologo musulmano Mysisra Ammon. Le vicende di Lord Ivywood e del suo gruppo di aristocratici e intellettuali (tra cui il poeta Dorian Wimpole, che finirà per appoggiare la causa dell'«Osteria volante», e Lady Joan, che nutre sentimenti contrastanti per il cugino Ivywood) si intrecciano a più riprese con le avventure rocambolesce di Delroy e Pump. Lo smascheramento dell'ipocrisia degli aristocratici, che negano il consumo di alcolici al volgo ma ne assumono tramite i contatti con il direttore corrotto d'una catena di farmacie, dà il via a un'insurrezione popolare che si conclude con una battaglia tra i rivoltosi inglesi, capitanati dai protagonisti, e un contingente di soldati turchi, guidati tra gli altri dallo stesso Ivywood.
La scena finale vede Delroy e Lady Joan, felicemente fidanzati, visitare Lord Ivywood, reso pazzo dall'hybris del suo sforzo superomistico.

## Stile

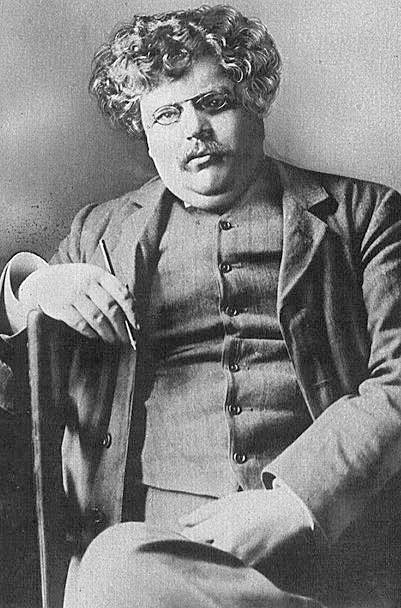
Chesterton nel 1914.

L'opera, ricca di avventure inverosimili e definita dall'autore stesso un'«arlecchinata», è caratterizzata da un tono umoristico e spensierato, che si realizza in situazioni comiche e frequenti giochi di parole (a partire dal nome stesso di Humphrey Pump). Sono presenti nel testo numerose poesie e canzoni, spesso presentate come improvvisazioni estemporanee dei personaggi. Anche in questo lavoro, tuttavia, Chesterton non rinuncia ad esprimere il suo pensiero, ironizzando con il suo stile epigrammatico su movimenti e teorie artistici, sociali e politici.

## Edizioni
- Gilbert Keith Chesterton, L'osteria volante, traduzione di Gian Dauli, Milano, Bompiani, 2010, ISBN 978-88-452-5950-0.
- Gilbert Keith Chesterton, L'osteria volante, traduzione di Umberta Mesina (prosa) e Giulio Mainardi (canzoni e poesie), prefazione di Marco Sermarini, Mogliano, Leardini, 2021, ISBN 978-88-98064-57-1.